# 大寮 (高雄市大寮區大字)
大寮，原寫為大藔，是臺灣高雄市大寮區的一個傳統地域名稱，位於該區中部，並延伸至東部邊界。相較於今日行政區，其範圍大致包括琉球里西南部邊界地帶及東南端、三隆里不含北北側邊界地帶、會社里中部偏東至東部邊界中央地帶、大寮里不含南部中段及東段，以及因高屏溪河道變遷而劃出縣界的屏東縣萬丹鄉社口村南部邊界地帶西段、厦北村西部、厦南村西部、崙頂村西北端。

## 歷史
台灣日治初期，大寮地區為一街庄，稱為「大藔庄」，隸屬於小竹下里。昔日該庄北與翁公園庄為鄰，東隔淡水溪（今高屏溪）與下蚶庄為界，南邊為赤崁庄，西南邊為拷潭庄，西北邊為山仔頂庄。
1901年（日治明治三十四年）11月，全台設置二十廳，該庄隸屬於鳳山廳。1903年（明治三十六年）6月，該庄編入「赤崁區」，隸屬於鳳山廳。1909年（明治四十二年）10月，合併二十廳為十二廳，赤崁區改隸屬於臺南廳。1920年（大正九年）10月，廢十二廳改設五州二廳，該庄改制並雅化為「大寮」大字，隸屬於高雄州鳳山郡大寮庄。
戰後大寮庄改制為大寮鄉，隸屬於高雄縣，大字亦改制為村。1950年10月，高、屏分治，大寮鄉仍隸屬於高雄縣。2010年12月25日，因高雄縣市合併，大寮鄉改制高雄市大寮區，村亦改制為里。

## 聚落
本地區發展較早的聚落有頂大藔、下大藔、後壁藔、洪厝埕、考潭藔、芎蕉腳等，在日治期初期的官方地圖上已有記載。此外，本地區尚有三隆聚落。

## 交通
省道台25線是鳳山至林園的幹道，經過本地區西部的三隆聚落。由該道路北行可前往大寮區大寮市區（山子頂）、鳳山區，並止於省道台1線路口；南行可前往林園區，並止於省道台17線路口。
省道台29線是達卡努瓦至林園的幹道，也是高屏溪-楠梓仙溪流域的主要連絡道路，經過本地區磚子磘聚落。由該道路北行可前往大樹區、旗山區、杉林區、甲仙區、那瑪夏區，並止於達卡努瓦部落內十字路口；南行可前往林園區，並止於省道台17線路口（雙園大橋橋下）。
省道台88線是「東西向快速公路－高雄潮州線」，經過本地區南部，並在本地區西部邊界南側的省道台25線交會處設有大寮交流道，在本地區東南部大發工業區的和發路/華中路交會處設有大發交流道。由此等可快速前往台88線沿線各地，或銜接國道1號、國道3號。
市道188號是五甲至竹田的道路，經過本地區南部暨下大寮聚落南側。該道路除起點一小段外，其餘皆為省道台88線（東西向快速公路－高雄潮州線）的兩側平面車道。由該道路西行可前往鳳山區南部，並止於市道183號路口；東行可前往屏東縣萬丹鄉、竹田鄉，並止於縣道189號路口。
區道高65線是打鐵店至三隆的道路。
區道高68線是內湖至水源地的道路。
區道高70線是大寮至上寮的道路。
區道高72線是拷潭至下大寮的道路。
區道高75線是上寮至濃公的道路。
區道高76線是大崎腳至大發工業區的道路。

## 學校
- 高雄市立國民小學

## 產業
- 大發工業區（北部）